# Andy McDonald
Andy McDonald, född 25 augusti 1977 i Strathroy, Ontario, är en kanadensisk före detta professionell ishockeyspelare. Han spelade för Anaheim Ducks och St. Louis Blues i NHL och vann Stanley Cup med Anaheim 2007.

## Statistik

### Klubbkarriär
| 1995–96    | Strathroy Rockets Jr. B | OHA        | 49  | 37  | 49  | 86  | 32  | —  | —  | —  | —  | —  |
| 1996–97    | Colgate Raiders         | ECAC       | 33  | 9   | 10  | 19  | 16  | —  | —  | —  | —  | —  |
| 1997–98    | Colgate Raiders         | ECAC       | 35  | 13  | 19  | 32  | 26  | —  | —  | —  | —  | —  |
| 1998–99    | Colgate Raiders         | ECAC       | 35  | 20  | 26  | 46  | 42  | —  | —  | —  | —  | —  |
| 1999–00    | Colgate Raiders         | ECAC       | 34  | 25  | 33  | 58  | 49  | —  | —  | —  | —  | —  |
| 2000–01    | Mighty Ducks of Anaheim | NHL        | 16  | 1   | 0   | 1   | 6   | —  | —  | —  | —  | —  |
| 2000–01    | Cincinnati Mighty Ducks | AHL        | 46  | 15  | 25  | 40  | 21  | 3  | 0  | 1  | 1  | 2  |
| 2001–02    | Mighty Ducks of Anaheim | NHL        | 53  | 7   | 21  | 28  | 10  | —  | —  | —  | —  | —  |
| 2001–02    | Cincinnati Mighty Ducks | AHL        | 21  | 7   | 25  | 32  | 6   | —  | —  | —  | —  | —  |
| 2002–03    | Mighty Ducks of Anaheim | NHL        | 46  | 10  | 11  | 21  | 14  | —  | —  | —  | —  | —  |
| 2003–04    | Mighty Ducks of Anaheim | NHL        | 79  | 9   | 21  | 30  | 24  | —  | —  | —  | —  | —  |
| 2004–05    | ERC Ingolstadt          | DEL        | 36  | 13  | 17  | 30  | 26  | 10 | 5  | 2  | 7  | 35 |
| 2005–06    | Mighty Ducks of Anaheim | NHL        | 82  | 34  | 51  | 85  | 32  | 16 | 2  | 7  | 9  | 10 |
| 2006–07    | Anaheim Ducks           | NHL        | 82  | 27  | 51  | 78  | 46  | 21 | 10 | 4  | 14 | 10 |
| 2007–08    | Anaheim Ducks           | NHL        | 33  | 4   | 12  | 16  | 30  | —  | —  | —  | —  | —  |
| 2007–08    | St. Louis Blues         | NHL        | 49  | 14  | 22  | 36  | 32  | —  | —  | —  | —  | —  |
| 2008–09    | St. Louis Blues         | NHL        | 46  | 15  | 29  | 44  | 24  | 4  | 1  | 3  | 4  | 0  |
| 2009–10    | St. Louis Blues         | NHL        | 79  | 24  | 33  | 57  | 18  | —  | —  | —  | —  | —  |
| 2010–11    | St. Louis Blues         | NHL        | 58  | 20  | 30  | 50  | 26  | —  | —  | —  | —  | —  |
| 2011–12    | St. Louis Blues         | NHL        | 25  | 10  | 12  | 22  | 2   | 9  | 5  | 5  | 10 | 8  |
| 2012–13    | St. Louis Blues         | NHL        | 37  | 7   | 14  | 21  | 16  | 6  | 0  | 0  | 0  | 0  |
| NHL totalt | NHL totalt              | NHL totalt | 685 | 182 | 307 | 489 | 280 | 56 | 18 | 19 | 37 | 28 |